# Björn Hedensjö
Björn Peter Skoggård Hedensjö , född 1 juni 1975, är en svensk författare och psykolog. 
Björn Hedensjö har arbetat som journalist på Svenska Dagbladet, Dagens Industri och Dagens Nyheter där han var chef för digitala kanaler och ingick i redaktionsledningen. År 2011 började han studera till psykolog vid Karolinska Institutet. Han började arbeta som psykolog på Wemind 2018.
År 2013 författardebuterade han med den populärvetenskapliga boken ”En perfekt natt” på Volante förlag. I januari 2017 utkom "Tid att leva", en bok om stresshantering, på Natur & Kultur. Boken skrevs tillsammans med Fredrik Livheim och Daniel Ek. "Tid att leva" gavs 2018 ut på amerikanska marknaden av förlaget New Harbinger Publications.  
I september 2018 startade den populärpsykologiska podcasten Dumma människor som Björn Hedensjö gör tillsammans med Lina Thomsgård och producenten Clara Wallin. I februari 2020 startade han podcasten Plånbokspsykologen i EFN Ekonomikanalen.
Björn Hedensjö har varit gift med mediechefen Karin Pettersson.